# Linaria pinifolia
Linaria pinifolia là một loài thực vật có hoa trong họ Mã đề. Loài này được (Poir.) Munz mô tả khoa học đầu tiên năm 1926.

## Hình ảnh

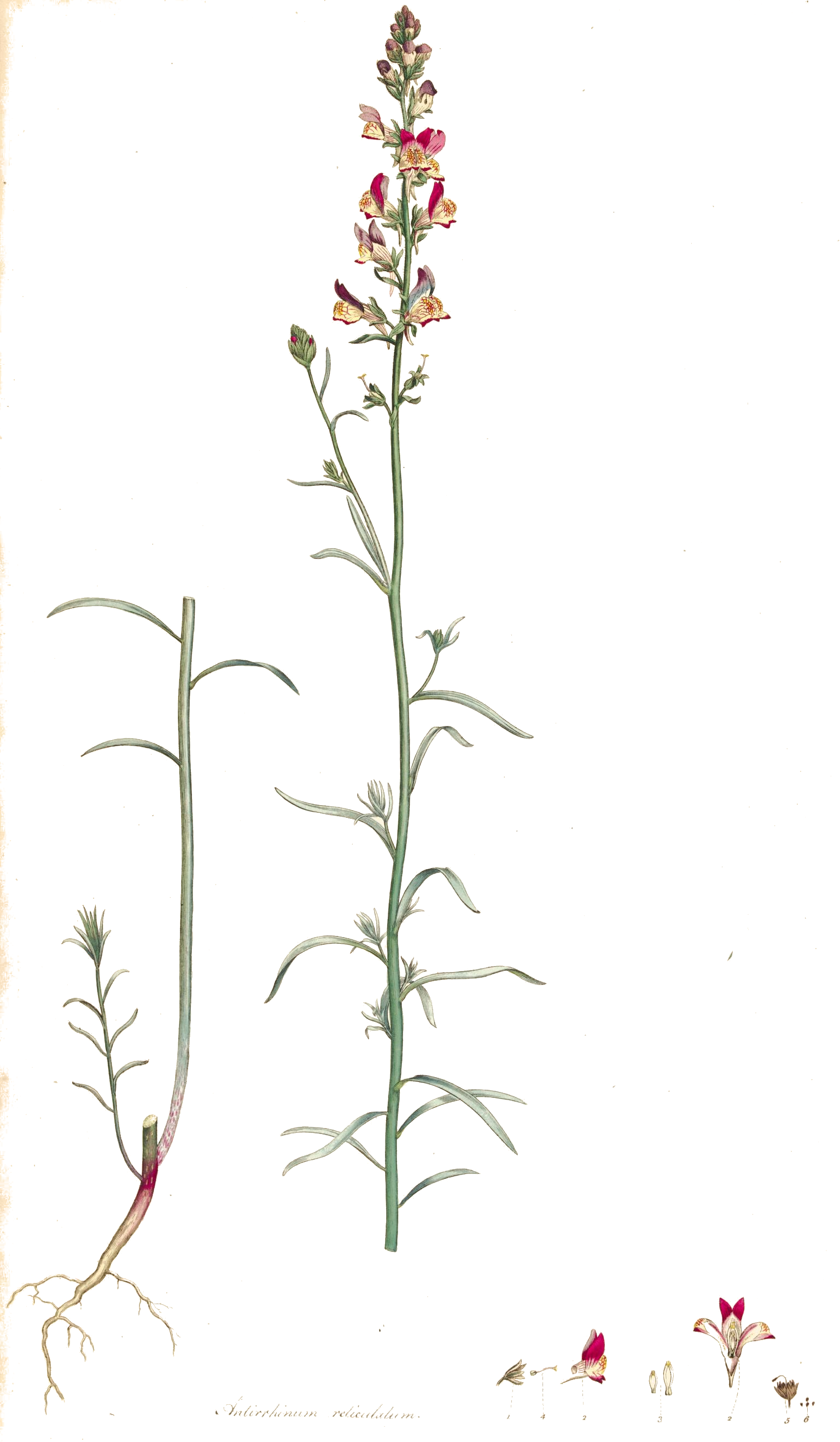